# Old Bailey Place
Old Bailey Place – obszar niemunicypalny w Mendocino County, w Kalifornii (Stany Zjednoczone), na wysokości 289 m.